# C.E.S.T.D.U.C.H.A.R.A.B.I.A.
C.E.S.T.D.U.C.H.A.R.A.B.I.A. est le titre d'une histoire en bande dessinée de Keno Don Rosa. Elle met en scène Donald Duck et ses neveux Riri, Fifi et Loulou lorsque ceux-ci ont adhéré aux Castors Juniors. Apparaît le général Dublair, limier officiel de l'association.
L'histoire célèbre les soixante ans de la première apparition de Riri, Fifi et Loulou par Al Taliaferro et Ted Osborne en 1937. En hommage, Don Rosa les fait apparaître dans cette histoire comme étant les deux premiers membres des Castors Juniors.
Le titre est un acronyme signifiant « Comment les Enfants S'attelèrent à la Tâche de Devenir les Ultimes Castors, un Honneur Altier Réservé aux Adeptes des Bonnes et Illustres Actions. »

## Synopsis
Donald se rappelle, en regardant ses neveux Riri, Fifi et Loulou, de leur arrivée chez les Castors Juniors. Dans ce flashback, Donald en a assez des bêtises de ses neveux. Il décide de les inscrire chez les Castors Juniors qui organisent leur jamboree mondial à Donaldville, lieu où leur organisation a été créée. Comme ils sont les arrière-petits-enfants de Grand-Mère Donald, donc descendants du fondateur des Castors Juniors Cornélius Écoutum, les commandants des Castors Juniors décident de les soumettre à une épreuve pour entrer dans la troupe n°1 de Donaldville : demander à leur oncle Picsou de les aider à retrouver les vestiges de Fort Donaldville à la place duquel le canard le plus riche du monde a construit son coffre. Les neveux cherchent alors les vestiges dans Donaldville et se retrouvent coincés dans une scierie, où ils sont sauvés par Donald. Riri, Fifi et Loulou deviennent alors Castors juniors, et leur oncle reçoit le titre d'O.N.C.D.O.N.A.L.D.

## Fiche technique
- Histoire no D 97052
- Éditeur : Egmont
- Titre de la première publication : T.I.T.E.L.T.E.R.R.O.R. (danois), K.A.S.V.A.T.U.S.O.P.P.I.A. (finlandais), T.R.A.N.G.S.T.A.R.T. (norvégien), H.O.K.U.S.P.O.K.U.S.T.U.G.G. (suédois)
- Titre en anglais : W.H.A.D.A.L.O.T.T.A.J.A.R.G.O.N.
- Titre en français : C.E.S.T.D.U.C.H.A.R.A.B.I.A.
- Nombre de planches : 16
- Auteur et dessinateur : Keno Don Rosa
- Premières publications : Donald Duck & Co (Norvège), Anders And Co (Danemark), Aku Ankka (Finlande) et Kalle Anka & Co (Suède), no 42, 10 octobre 1997
- Première publication aux États-Unis : Uncle Scrooge no 309, 1998
- Première publication en France : Picsou Magazine no 310, novembre 1997